# Felipe Lacueva
Felipe H. Lacueva († 3. Oktober 1897) war ein uruguayischer Politiker.
Lacueva saß zunächst in der 10. Legislaturperiode vom 15. Februar 1868 bis zum 6. April 1869 als Abgeordneter für das Departamento Canelones in der Cámara de Representantes. Ab dem 28. April 1873 hatte er bis zum 9. März 1876 erneut ein Mandat inne. Dieses Mal vertrat er jedoch das Departamento Paysandú in der Abgeordnetenkammer, wobei er in der 11. Legislaturperiode lediglich als Stellvertreter agierte. 1876 übte er zudem das Amt des Zweiten Vizepräsidenten der Kammer aus. Es folgten vom 15. Februar 1882 bis zum 14. Februar 1885 und vom 15. Februar 1888 bis zum 14. Februar 1894 weitere Amtszeiten als Volksvertreter für Paysandú und im Zeitraum 15. Februar 1894 bis 14. Februar 1897 für das Departamento San José. In dieser Phase übernahm er von 1894 bis 1896 die Position des Ersten Kammervizepräsidenten. Im Jahre 1895 führte er sie zudem als Vorsitzender. Am 11. Februar 1897 wechselte er als Stellvertreter in den Senat. Dort verstarb der Senator für San José am 3. Oktober des gleichen Jahres während seiner Amtszeit.